# Hanna Wolff (Psychotherapeutin)
Hanna Wolff (* 1910 in Essen; † 2001) war eine deutsche Psychotherapeutin und Theologin, die mehrere Bücher verfasste und über 20 Jahre lang in Indien Entwicklungshilfe leistete.

## Biographie
Sie wurde 1910 als Hanna Dorr geboren und studierte zunächst Rechts- und Staatswissenschaft in München, Heidelberg und Berlin, sodann ab 1931 evangelische Theologie in Tübingen. Es folgte 1938 eine theologische Dissertation über Nathan Söderblom an der Universität Tübingen (mit Unterstützung des Bischofs Erling Eidem). Daran schloss sich eine Zeit als Vikarin in der Pommerschen Bekenntniskirche in Stettin an.
Ab 1937 engagierte sie sich zusammen mit ihrem Mann Otto Wolff in der Entwicklungshilfe in Indien, wo sie der Gossner Mission diente und Erziehungsarbeit leistete. Beide unterrichteten an einem Predigerseminar und einer High School. 1946 wurden sie repatriiert und Wolff war eine Zeit lang als Religionslehrerin in Reutlingen tätig. Doch bereits 1951 kehrte sie nach einer kurzen Zwischenstation in La Paz, Bolivien, wieder nach Indien zurück.
Wolff lernte Tiefenpsychologie am C. G. Jung-Institut Zürich; ab 1969 war sie praktizierende Psychotherapeutin in Reichenbach (Waldbronn) bei Karlsruhe.
Hanna und Otto Wolff haben zwei Kinder, deren erstes bald nach der Geburt starb. Hanna Wolff verstarb 2001.
Ihre Bücher wurden unter anderem ins Englische, Italienische, Portugiesische und Ungarische übersetzt.

## Werke
- Der lebendige Gott. Nathan Söderbloms Beitrag zur Offenbarungsfrage (= Universitas-Archiv ZDB-ID 560554-4 Band 90 = Universitas-Archiv / Theologische Abteilung ZDB-ID 2497084-0. Band=2). Lechte, Emsdetten 1938 (Tübingen, Univ., Diss., 1936).
- Indisches Bilderbuch zum Leben Jesu. 1955.
- Jesus der Mann. Die Gestalt Jesu in tiefenpsychologischer Sicht. Radius, Stuttgart 1975, 11. Auflage 2002.
- Jesus als Psychotherapeut. Jesu Menschenbehandlung als Modell moderner Psychotherapie. Radius, Stuttgart 1978, 10. Auflage 2001.
- Neuer Wein, alte Schläuche. Das Identitätsproblem des Christentums im Licht der Tiefenpsychologie. Radius, Stuttgart 1981.
- Der eigene Weg. Sinnlich-Übersinnliches in Traum und Wirklichkeit. Radius, Stuttgart 1989; Neuausgabe Goldmann, München 2003.
- Der universale Jesus. Das Bild Jesu im kulturell-religiösen Kontext Indiens. Radius, Stuttgart 1993.